# الدراسة الدولية لقياس مدى تقدم القراءة في العالم
الدراسة الدولية لقياس مدى تقدم القراءة في العالم (بالإنجليزية: Progress in International Reading Literacy Study)‏ وتُعرف اختصارا بPIRLS، هي اختبار عالمي يقوم على أساس المقارنة لقياس قدرات طلبة الصف الرابع في مهارات القراءة بلغتهم الأم، وذلك لتحديد جوانب القوة والضعف لديهم، ومن ثم تطوير تلك المهارات والارتقاء بها، بما يحقق أهداف المجلس الأعلى للتعليم، ويلبي متطلبات تطوير التعليم في الدولة، ويسهم في تطوير قدرات وكفايات الطلبة.
يجري تنظيمها مرة كل خمس سنوات، وتشرف عليها الجمعية الدولية لتقييم التحصيل التربوي (IEA)، ومقرها في هولندا. وهي هيئة دولية مستقلة تتكون من ممثلين عن مجموعة من المؤسسات التعليمية والمراكز البحثية والأجهزة الحكومية.